# 第96回天皇杯全日本バスケットボール選手権大会
第96回天皇杯 全日本バスケットボール選手権大会（だい96かいてんのうはい ぜんにほんバスケットボールせんしゅけんたいかい） は、2020年11月から2021年3月にかけて開催された天皇杯全日本バスケットボール選手権大会である。

## 概要
今大会より男子女子同時だった決勝を別日程となった。当初はB1、B2、B3所属クラブ全チーム参加予定だったが、B2クラブは参加せず、B1の昨シーズン上位8チーム（A東京、川崎、琉球、宇都宮、大阪、三河、千葉、SR渋谷）とB3の昇降格反映後の昨シーズン順位上位4チーム（東京EX、アイシンAW、豊田合成、岩手）が出場することとなった。
- 主催 - 日本バスケットボール協会[2]。
- 共催 - 共同通信社
- 1次・2次ラウンド主管 - 各都道府県バスケットボール協会
- 3次ラウンド主管 - 日本バスケットボール協会
- 協賛 モルテン、日本生命、朝日新聞社、三井不動産

### 1次ラウンド
- 日程 - 2020年11月28日から11月29日
- 会場
  - 代々木第一体育館（東京都渋谷区）

### 2次ラウンド
- 日程 - 2020年12月16日から12月17日
- 会場
  - 墨田区総合体育館（東京都墨田区）
  - 舞洲アリーナ（大阪府大阪市）
  - ウィングアリーナ刈谷（愛知県刈谷市）
  - 船橋アリーナ（千葉県船橋市）

- 参加チーム
  - 8チーム　　B1、4クラブ（昨季成績5位～8位）+2次ラウンド進出4チーム

### 3次ラウンド
- 日程 - 2021年1月13日
- 会場
  - 川崎市とどろきアリーナ（神奈川県川崎市）
  - アリーナ立川立飛（東京都立川市）
  - ブレックスアリーナ宇都宮（栃木県宇都宮市）
  - 沖縄市体育館（沖縄県沖縄市）

- 参加チーム
  - 8チーム　　B1、4クラブ（昨季成績1位～4位）+3次ラウンド進出4チーム

### ファイナルラウンド
- 日程 - 2021年3月12日から3月13日
- 会場 - さいたまスーパーアリーナ（埼玉県さいたま市）

## 試合結果

### 3次ラウンド
準々決勝
| 1月13日 19：00 |

|  |

| 川崎 72, 千葉 62 |

| 1月13日 19：10 |

|  |

| A東京 74, 渋谷 73 |

| 1月13日 19：30 |

|  |

| 宇都宮 87, 大阪 72 |

| 1月9日 19：30 |

|  |

| 琉球 60, 三河 85 |

### ファイナルラウンド
準決勝
| 3月12日 15：00 |

|  |

| A東京 54, 宇都宮 65 |

| 3月12日 17：30 |

|  |

| 川崎 79, 三河 67 |

決勝
| 3月13日 14：00 |

|  |

| 宇都宮 60, 川崎 76                             |
| クォーター・スコア: 20-19, 14-22, 14-17, 12-18 |

## 個人賞

### MVP
- ジョーダン・ヒース（川崎・初受賞）

### ベスト5
- 藤井祐眞（川崎・初受賞）
- パブロ・アギラール（川崎・初受賞）
- ジョーダン・ヒース（川崎・初受賞）
- 比江島慎（宇都宮・3大会ぶり2回目）
- ライアン・ロシター（宇都宮・2大会ぶり3回目）